# Дами більше не потрібні (фільм)
«Дами більше не потрібні» (англ. No More Ladies) — американська комедійна мелодрама режисера Едварда Х. Гріффіта 1935 року.

## Сюжет
Дівчина намагається змінити свого молодого чоловіка, раз за разом змушуючи його ревнувати себе до інших чоловіків.

## У ролях
- Джоан Кроуфорд — Мерсі
- Роберт Монтгомері — Шеррі
- Чарльз Рагглз — Едгар
- Франшо Тоун — Джим
- Една Мей Олівер — Фанні
- Гейл Патрік — Тереза
- Реджинальд Денні — Олівер
- Вівьєнн Осборн — леді Діана Кновлетон
- Джоан Фонтейн — Кароліна
- Артур Трічер — лорд Кновлетон